# Plagioscion ternetzi
Plagioscion ternetzi es una especie de pez de la familia Sciaenidae en el orden de los Perciformes.

## Morfología
• Los machos pueden llegar alcanzar los 39 cm de longitud total.

## Hábitat
Es un pez de agua dulce clima tropical y bentopelágico.

## Distribución geográfica
Se encuentran en Sudamérica:  cuencas de los ríos  Paraguay y  Paraná.

## Observaciones
Es inofensivo para los humanos.